# Šenov u Nového Jičína
Šenov u Nového Jičína é uma comuna checa localizada na região de Morávia-Silésia, distrito de Nový Jičín‎.